# Leopoldo Chui
Leopoldo Richard Chui Torrez (La Paz, 24 de febrero de 1979) es un abogado penalista y político boliviano, presidente y jefe del agrupación ciudadana Juntos al Llamado de Los Pueblos (Jallalla-LP). Actualmente se desempeña como asambleísta departamental de La Paz desde el 3 de mayo de 2021. Fue también candidato a la vicepresidencia de Bolivia en las elecciones nacionales 2019.

## Biografía
Leopoldo Chui nació en la ciudad de La Paz el 24 de febrero de 1979. Es hijo de Eusebio Chui y Nicolasa Torrez, ambos oriundos del municipio de Guaqui que emigraron a la ciudad a principios de la década de 1970. Leopoldo salió bachiller en la ciudad de El Alto el año 1997. Continuó con sus estudios profesionales, ingresando a estudiar en la Facultad de Derecho de la Universidad Mayor de San Andrés (UMSA) de donde se tituló como abogado de profesión en la especialidad del Derecho Penal. Posteriormente realizó estudios de posgrado, obteniendo diplomados y maestrías en Ciencias Políticas y Económicas, así como también un doctorado en Derecho Constitucional.
Durante su vida laboral, Chui trabajó mayormente en la administración pública como fiscal de materia en la ciudad de El Alto, tiempo después se desempeñó en el cargo de encargado distrital del Consejo de la Magistratura en el Departamento de Oruro y luego como fiscal en el municipio de Puerto Acosta en la provincia de Camacho del departamento de La Paz.
Leopoldo Chui aparece por primera vez en la vida pública del país a sus 36 años de edad cuando el 18 de mayo de 2015 mientras se desempeñaba todavía como fiscal en la Provincia Camacho, pues los comunarios aimaras del lugar decidieron aplicarle a Chui la justicia comunitaria por no haber asistido a una reunión de autoridades indígenas originarias campesinas del lugar. La sanción que aplicaron a Leopoldo Chui fue la de cosechar tres surcos de papa, aunque al final solamente cosechó un solo surco por consideración de los mismos comunarios. El hecho de que un fiscal del estado boliviano y representante del Ministerio Público de Bolivia sea obligado por primera vez a cosechar papa, se convirtió no solo en una noticia nacional sino también internacional. Inclusive algunos fiscales de la ciudad de El Alto criticaron duramente a Chui por haberse sometido a la justicia comunitaria indígena, ya que según ellos, con esta acción solo se deja un mal precedente a futuro pues se coloca en un grave riesgo a los fiscales y jueces que se encuentran trabajando en las demás provincias del país a que también sean sometidos a la justicia comunitaria sin que hayan cometido ningún delito grave, pues el simple hecho de no asistir a una reunión no puede considerarse un delito como tal.

## Carrera política

### Elecciones nacionales de 2019
Leopoldo Chui ingresó oficialmente a la política boliviana a sus 40 años de edad, cuando decide participar en las elecciones nacionales de 2019 como candidato a la Vicepresidencia de Bolivia en representación del Partido de Acción Nacional Boliviano (PAN-BOL) junto a la abogada Ruth Nina Juchani como candidata la Presidencia de Bolivia, empezando su campaña electoral el 1 de junio desde la ciudad de Sucre.
Pero no pasaría mucho tiempo cuando entre pujnas y discusiones, PAN-BOL decidió inhabilitar a Leopoldo Chui, en cambio este a su vez denunció que fue víctima de traición de su propio partido. Poco tiempo después se alejaría del partido el 28 de agosto de 2019 por problemas internos dentro del mismo, pero aclararía que no renunciaría a su candidatura vicepresidencial Finalmente, el 23 de septiembre de 2019, el Tribunal Supremo Electoral (TSE) declaró que el abogado Leopoldo Chui se encontraba completamente habilitado para participar en las elecciones generales (a pesar de haber sido desconocido por su partido PAN-BOL) y así mismo, el TSE habilitó también la postulación de la abogada Paola Barriga quien había renunciado a su candidatura vicepresidencial por el Partido Demócrata Cristiano (PDC).
Ante esta situación, el 2 de octubre de 2019, Leopoldo Chui decide fundar su propia agrupación política denominada "Juntos al Llamado de Los Pueblos" (JALLALLA-LP) con miras a competir en las elecciones subnacionales del país y hacer frente a los antiguos partidos tradicionales de siempre.

### Elecciones nacionales de 2020
En el año 2020, Chui decide participar nuevamente como candidato a la vicepresidencia en las elecciones nacionales, pero esta vez en representación del partido político Frente para la Victoria (FPV) junto al médico surcoreano-boliviano Chi Hyun Chung quien postulaba a la Presidencia de Bolivia. Pero debido a pujnas de candidatos, Chui queda desplazado del partido por el economista Sandoval Pinto Marín quien finalmente sería el candidato oficial a la vicepresidencia por FPV.